# Ернест Реншоу
Джеймс Ернест Реншоу (англ. James Ernest Renshaw; 3 січня 1861, Лемінгтон, Ворікшир — 2 вересня 1899, Беркшир) — британський тенісист, переможець Вімблдону в одиночному і п'ятиразовий переможець парному розрядах. Брат-близнюк та основний суперник в боротьбі за титули Вільяма Реншоу.

## Біографія
Народився 3 січня 1861 року у Лемінгтоні в родині Джеймса та Еллен Реншоу, і був на 15 хвилин старше свого брата-близнюка Вільяма. Освіту здобув у Челтенхемському коледжі.
Помер Ернест Реншоу в місті Волтхем Сент Лоуренс, недалеко від Туайфорда в Беркширі, 2 вересня 1899 року у віці 38 років від отруєння карболовою кислотою. Хоча було проведено розслідування, але встановити, чи прийняв тенісист отруйну сполуку навмисно, або ж усе сталося випадково, так і не вдалося.
1983 року — приєднався до свого брата в Міжнародному залі тенісної слави.

## Спортивна кар'єра
Уперше виступив на Вімблдоні у 1880, й одразу ж дійшов до чвертьфіналу, де в чотирьох сетах зазнав поразки від Едварда Вудхауза. За свою кар'єру на цих змаганнях здобув лише одну перемогу в одиночному розряді (1888 року Ернест у Челендж-матчі здолав у трьох партіях їхнього з братом найбільш серйозного суперника, Герберта Лофорда). Проте він ще чотири рази грав у фіналі, де тричі програвав своєму братові й один раз — Герберту Лофорду.
Також у парі братом Ернест п'ять разів перемагав на Вімблдонського кортах у парному розряді (1884, 1884, 1886, 1888, 1889; цей рекорд невдовзі був перевершений братами Догерті).
З інших турнірів в одиночному розряді Ернест Реншоу чотири рази вигравав Відкритий чемпіонат Ірландії (1883, 1887, 1888, 1892), і один раз — кубок Prince's club у Лондоні. У чоловічому парному розряді разом з Вільямом він перемагав на Чемпіонаті Ірландії також чотири рази (1881, 1883, 1884, 1885) , у змішаному парному розряді — один раз, 1887 року, разом з 16-річною Лотті Дод. Крім того, Ернест разом з братом завоював три титули на Чемпіонаті Оксфордського університету в чоловічому парному розряді (1880, 1881, 1884; турнір був відкритий для всіх охочих).
Востаннє брати Реншоу взяли участь у змаганнях на Вімблдоні у 1893 році, але, вони повинні були грати один проти одного вже в першому колі і Вільям відмовився від боротьби. Ернест не зміг скористатися своїм шансом та програв у другому колі, з рахунком 6-1, 5-7, 1-6, 6-4, 3-6, ірландцеві Гарольду Махоні.

## Фінали турнірів Великого шолома

### Одиночний розряд (1–4)
| Результат | Рік  | Турнір               | Покриття | Суперник        | Рахунок                 |
| --------- | ---- | -------------------- | -------- | --------------- | ----------------------- |
| Поразка   | 1882 | Вімблдонський турнір | Трава    | Вільям Реншоу   | 6–1, 2–6, 4–6, 6–2, 6–2 |
| Поразка   | 1883 | Вімблдонський турнір | Трава    | Вільям Реншоу   | 2–6, 6–3, 6–3, 4–6, 6–3 |
| Поразка   | 1887 | Вімблдонський турнір | Трава    | Герберт Лоуфорд | 1–6, 6–3, 3–6, 6–4, 6–4 |
| Перемога  | 1888 | Вімблдонський турнір | Трава    | Герберт Лоуфорд | 6–3, 7–5, 6–0           |
| Поразка   | 1889 | Вімблдонський турнір | Трава    | Вільям Реншоу   | 6–4, 6–1, 3–6, 6–0      |

### Парний розряд (5 перемог)
| Результат | Рік  | Турнір               | Покриття | Партнер       | Суперники                            | Рахунок                 |
| --------- | ---- | -------------------- | -------- | ------------- | ------------------------------------ | ----------------------- |
| Перемога  | 1884 | Вімблдонський турнір | Трава    | Вільям Реншоу | Ернес Льюїс Е.Л. Вільямс             | 6–3, 6–1, 1–6, 6–4      |
| Перемога  | 1885 | Вімблдонський турнір | Трава    | Вільям Реншоу | Клод Фаррер Артур Дж. Стенлі         | 6–3, 6–3, 10–8          |
| Перемога  | 1886 | Вімблдонський турнір | Трава    | Вільям Реншоу | Клод Фаррер Артур Дж. Стенлі         | 6–3, 6–3, 4–6, 7–5      |
| Перемога  | 1888 | Вімблдонський турнір | Трава    | Вільям Реншоу | Герберт Вілберфорс Патрік Бовс-Лайон | 2–6, 1–6, 6–3, 6–4, 6–3 |
| Перемога  | 1889 | Вімблдонський турнір | Трава    | Вільям Реншоу | Ернес Льюїс Джордж Гілл'ярд          | 6–4, 6–4, 3–6, 0–6, 6–1 |

## Історія виступів на турнірах Великого шлему
| W | Ф | ПФ | ЧФ | #Р | КТ | К# | DNQ | A | NH |

Для турнірів з раундом виклику: (WC) виграв; (CR) програв у раунді виклику; (ФA) досягнув фіналу всіх охочих
(OF) тільки серед членів Французького клубу
|                                        | 1877                   | 1878                   | 1879                   | 1880                   | 1881                   | 1882                   | 1883                   | 1884                   | 1885                   | 1886                   | 1887                   | 1888                   | 1889                   | 1890                   | 1891                   | 1892                   | 1893                   | SR     | В-П   | % виграшів |
| Турніри Великого шлему                 | Турніри Великого шлему | Турніри Великого шлему | Турніри Великого шлему | Турніри Великого шлему | Турніри Великого шлему | Турніри Великого шлему | Турніри Великого шлему | Турніри Великого шлему | Турніри Великого шлему | Турніри Великого шлему | Турніри Великого шлему | Турніри Великого шлему | Турніри Великого шлему | Турніри Великого шлему | Турніри Великого шлему | Турніри Великого шлему | Турніри Великого шлему | 1 / 12 | 32–11 | 74.4       |
| -------------------------------------- | ---------------------- | ---------------------- | ---------------------- | ---------------------- | ---------------------- | ---------------------- | ---------------------- | ---------------------- | ---------------------- | ---------------------- | ---------------------- | ---------------------- | ---------------------- | ---------------------- | ---------------------- | ---------------------- | ---------------------- | ------ | ----- | ---------- |
| Відкритий чемпіонат Франції з тенісу   | Не проводився          | Не проводився          | Не проводився          | Не проводився          | Не проводився          | Не проводився          | Не проводився          | Не проводився          | Не проводився          | Не проводився          | Не проводився          | Не проводився          | Не проводився          | Не проводився          | OF                     | OF                     | OF                     | 0 / 0  | –     | –          |
| Вімблдонський турнір                   |                        |                        |                        | ЧФ                     | 3р                     | CR                     | CR                     | ПФ                     | ФA                     | ЧФ                     | Ф                      | WC                     | CR                     |                        | ПФ                     |                        | 2р                     | 1 / 12 | 32–11 | 74.4       |
| Відкритий чемпіонат США з тенісу       | NH                     | NH                     | NH                     | NH                     | A                      | A                      | A                      | A                      | A                      | A                      | A                      | A                      | A                      | A                      | A                      | A                      |                        | 0 / 0  | –     | –          |
| Відкритий чемпіонат Австралії з тенісу | Не проводився          | Не проводився          | Не проводився          | Не проводився          | Не проводився          | Не проводився          | Не проводився          | Не проводився          | Не проводився          | Не проводився          | Не проводився          | Не проводився          | Не проводився          | Не проводився          | Не проводився          | Не проводився          | Не проводився          | 0 / 0  | –     | –          |
| В-П                                    |                        |                        |                        | 3–1                    | 2–1                    | 5–1                    | 4–1                    | 3–1                    | 4–1                    | 2–1                    | 2–1                    | 5–0                    | 0–1                    |                        | 2–1                    |                        | 0–1                    |        |       |            |